# 長柄鵝膏
長柄鵝膏（Amanita altipes）是一種鵝膏菌屬真菌，存在於中國西南部以及台灣海拔高度達4,000公尺的針葉林和闊葉林中。種小名的意思是「長柄」，這是因為該物種與其親屬相比具有較長的菌柄。